# B-VM i håndbold 1983 (mænd)
B-Verdensmesterskabet i håndbold for mænd 1983 var det fjerde B-VM i håndbold for mænd, og turneringen med deltagelse af 12 hold afvikledes i Holland i perioden 25. februar – 6. marts 1983. Turneringen fungerede som den europæiske kvalifikation til den olympiske håndboldturnering i 1984, og holdene spillede om to ledige pladser ved OL. I forvejen havde seks europæiske hold som følge af deres placering ved VM i 1982 sikret sig adgang til OL: Sovjetunionen, Jugoslavien, Polen, Danmark, Rumænien og DDR.
Turneringen blev vundet af Ungarn foran Tjekkoslovakiet, og de to hold kvalificerede sig dermed til OL. Efterfølgende meldte fem af de kvalificerede hold afbud til OL, og de blev erstattet af de fem hold, der endte på tredje- til syvendepladsen ved dette B-VM: Vesttyskland, Sverige, Schweiz, Spanien og Island.
Holdene, der sluttede som nr. 9-12, rykkede ned i C-VM.

## Resultater
De 12 deltagende hold var inddelt i tre grupper med fire hold i hver, og i hver gruppe spillede holdene en enkeltturnering alle-mod-alle. De tre gruppevindere og tre -toere gik videre til finalegruppen om placeringerne 1-6, mens de øvrige seks hold spillede videre om 7.- til 12.-pladsen.

### Indledende runde

#### Gruppe A
| Dato  | Kamp                | Res.  | Pause | Spillested |
| ----- | ------------------- | ----- | ----- | ---------- |
| 25.2. | Sverige – Bulgarien | 27–16 |       |            |
| 25.2. | Ungarn – Israel     | 28–13 |       |            |
| 27.2. | Sverige – Israel    | 28–21 |       |            |
| 27.2. | Ungarn – Bulgarien  | 25–15 |       |            |
| 28.2. | Israel – Bulgarien  | 24–23 |       |            |
| 28.2. | Ungarn – Sverige    | 26–19 |       |            |

| Gruppe    | Kampe | Mål   | Point |
| --------- | ----- | ----- | ----- |
| Ungarn    | 3     | 79-47 | 6     |
| Sverige   | 3     | 74-63 | 4     |
| Israel    | 3     | 58-79 | 2     |
| Bulgarien | 3     | 54-76 | 0     |

#### Gruppe B
| Dato  | Kamp                       | Res.  | Pause | Spillested |
| ----- | -------------------------- | ----- | ----- | ---------- |
| 25.2. | Tjekkoslovakiet – Holland  | 24–80 |       |            |
| 25.2. | Vesttyskland – Frankrig    | 22–18 | 11-80 | Boxmeer    |
| 27.2. | Tjekkoslovakiet – Frankrig | 25–21 |       |            |
| 27.2. | Holland – Vesttyskland     | 10–19 | 6-9   | Sittard    |
| 28.2. | Holland – Frankrig         | 19–19 |       |            |
| 28.2. | Vesttyskland – Tjekkoslov. | 17–16 | 6-8   | Nijmegen   |

| Gruppe          | Kampe | Mål   | Point |
| --------------- | ----- | ----- | ----- |
| Vesttyskland    | 3     | 58-44 | 6     |
| Tjekkoslovakiet | 3     | 65-46 | 4     |
| Frankrig        | 3     | 58-66 | 1     |
| Holland         | 3     | 37-62 | 1     |

#### Gruppe C
| Dato  | Kamp              | Res.  | Pause | Spillested |
| ----- | ----------------- | ----- | ----- | ---------- |
| 25.2. | Spanien – Island  | 23–16 |       | Breda      |
| 25.2. | Schweiz – Belgien | 26–19 |       | Breda      |
| 27.2. | Island – Schweiz  | 19–15 |       | Vlissingen |
| 27.2. | Spanien – Belgien | 20–50 |       |            |
| 28.2. | Schweiz – Spanien | 23–22 |       | Gemert     |
| 28.2. | Island – Belgien  | 23–20 |       | Gemert     |

| Gruppe  | Kampe | Mål   | Point |
| ------- | ----- | ----- | ----- |
| Spanien | 3     | 65-44 | 4     |
| Schweiz | 3     | 64-60 | 4     |
| Island  | 3     | 58-58 | 4     |
| Belgien | 3     | 44-69 | 0     |

### Finalerunde
| Dato | Kamp                      | Res.  | Pause | Spillested  |
| ---- | ------------------------- | ----- | ----- | ----------- |
| 2.3. | Tjekkoslovakiet – Ungarn  | 23–20 | 12-90 |             |
| 2.3. | Sverige – Spanien         | 26–19 | 13-90 | Den Bosch   |
| 2.3. | Vesttyskland – Schweiz    | 16–16 | 7-8   | Doetinchem  |
| 3.3. | Ungarn – Spanien          | 20–19 | 10-10 |             |
| 3.3. | Tjekkoslovakiet – Schweiz | 25–14 | 09-10 | Wervershoof |
| 3.3. | Vesttyskland – Sverige    | 18–15 | 06-10 | Apeldoorn   |
| 5.3. | Vesttyskland – Spanien    | 18–18 | 8-9   | Rotterdam   |
| 5.3. | Ungarn – Schweiz          | 28–14 | 13-80 | Enschede    |
| 5.3. | Tjekkoslovakiet – Sverige | 26–24 | 12-10 |             |
| 6.3. | Sverige – Schweiz         | 23–10 | 10-50 | Zwolle      |
| 6.3. | Tjekkoslovakiet – Spanien | 20–20 | 13-11 |             |
| 6.3. | Ungarn – Vesttyskland     | 12–12 | 5-5   | Amsterdam   |

| Gruppe          | Kampe | Mål     | Point |
| --------------- | ----- | ------- | ----- |
| Ungarn          | 5     | 106-87  | 7     |
| Tjekkoslovakiet | 5     | 110-950 | 7     |
| Vesttyskland    | 5     | 81-77   | 7     |
| Sverige         | 5     | 107-990 | 4     |
| Schweiz         | 5     | 077-114 | 3     |
| Spanien         | 5     | 098-107 | 2     |

### Placeringsrunde
| Dato | Kamp                 | Res.  | Pause | Spillested |
| ---- | -------------------- | ----- | ----- | ---------- |
| 2.3. | Hollan – Israel      | 16–90 |       |            |
| 2.3. | Frankrig – Belgien   | 23–18 |       |            |
| 2.3. | Island – Bulgarien   | 26–24 |       | Doetinchem |
| 3.3. | Belgien – Holland    | 23–22 |       |            |
| 3.3. | Frankrig – Bulgarien | 20–18 |       |            |
| 3.3. | Island – Israel      | 22–22 | 14-90 | Apeldoorn  |
| 5.3. | Island – Frankrig    | 20–18 | 10-12 | Rotterdam  |
| 5.3. | Holland – Bulgarien  | 22–21 |       |            |
| 5.3. | Israel – Belgien     | 23–17 |       |            |
| 6.3. | Island – Holland     | 23–17 |       | Zwolle     |
| 6.3. | Bulgarien – Belgien  | 28–21 |       |            |
| 6.3. | Frankrig – Israel    | 21–19 |       | Amsterdam  |

| Gruppe    | Kampe | Mål     | Point |
| --------- | ----- | ------- | ----- |
| Island    | 5     | 114-101 | 9     |
| Frankrig  | 5     | 101-940 | 7     |
| Holland   | 5     | 96-95   | 5     |
| Israel    | 5     | 97-99   | 5     |
| Bulgarien | 5     | 114-113 | 2     |
| Belgien   | 5     | 099-119 | 2     |

### Samlet rangering
| Samlet rangering | Samlet rangering |
| ---------------- | ---------------- |
| Guld             | Ungarn           |
| Sølv             | Tjekkoslovakiet  |
| Bronze           | Vesttyskland     |
| 4.               | Sverige          |
| 5.               | Schweiz          |
| 6.               | Spanien          |
| 7.               | Island           |
| 8.               | Frankrig         |
| 9.               | Holland          |
| 10.              | Israel           |
| 11.              | Bulgarien        |
| 12.              | Belgien          |